# Françoise Brion
Pour les articles homonymes, voir Brion.
 (novembre 2023).
Si vous disposez d'ouvrages ou d'articles de référence ou si vous connaissez des sites web de qualité traitant du thème abordé ici, merci de compléter l'article en donnant les références utiles à sa vérifiabilité et en les liant à la section « Notes et références ».
Françoise de Ribon, dite Françoise Brion, est une actrice française, née le 29 janvier 1933 dans le 16e arrondissement de Paris.

## Biographie

### Famille
Françoise Brion épouse l'acteur Paul Guers en 1958 et partage sa vie avec lui jusqu'en 1963 puis elle se marie avec le réalisateur, acteur, scénariste et critique de cinéma, Jacques Doniol-Valcroze, dont elle a deux enfants, Simon Doniol-Valcroze, devenu acteur et Diane Doniol-Valcroze, devenue réalisatrice et scénariste.

### Carrière

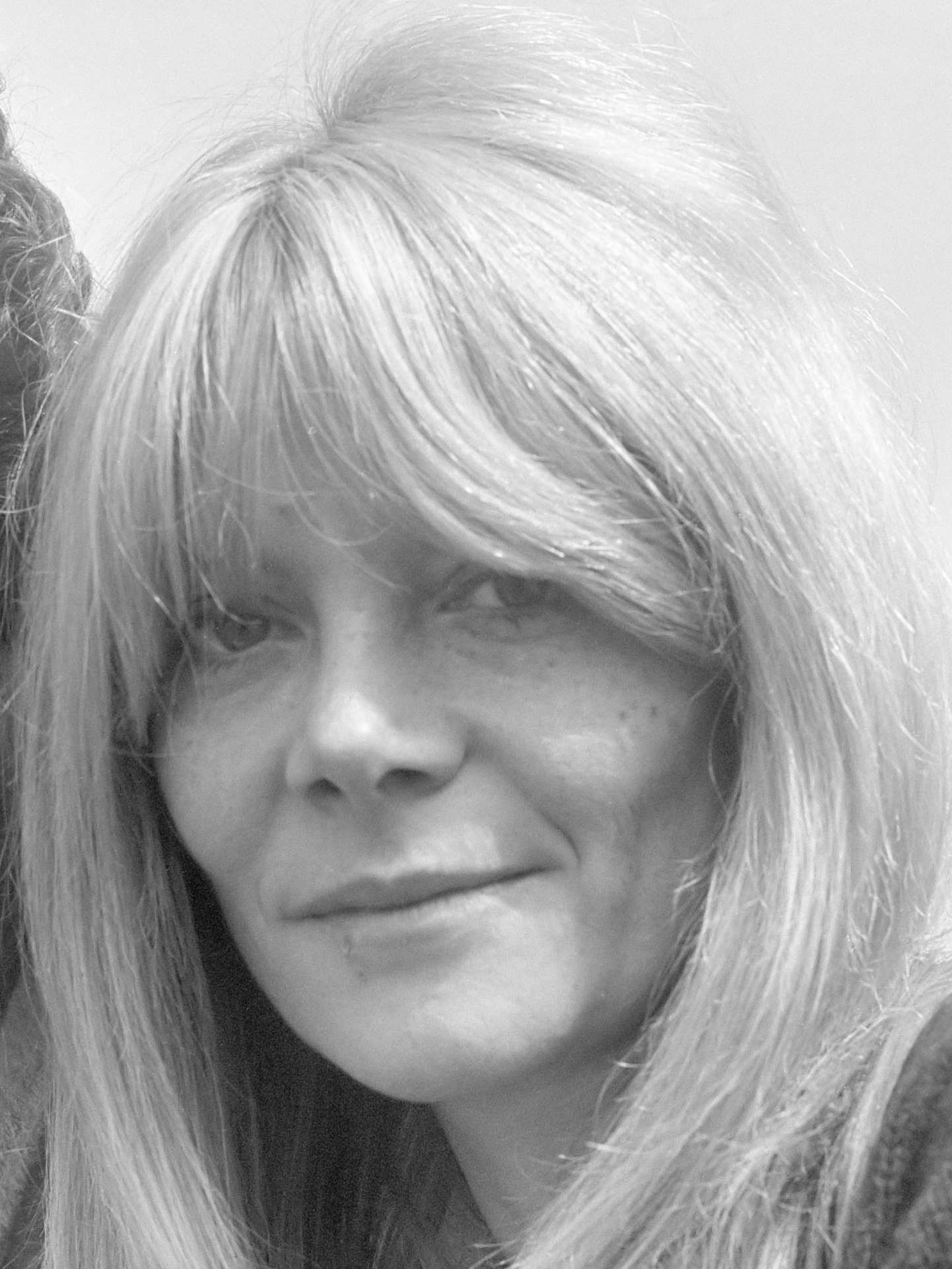
Françoise Brion en 1967.

Françoise Brion débute comme figurante dans le film Ariane réalisé par Billy Wilder avant de jouer des petits rôles dans Donnez-moi ma chance de Léonide Moguy puis en 1957, le film Nathalie de Christian-Jaque. L'actrice enchaîne ensuite trois films avec Jacques Doniol-Valcroze : L'Eau à la bouche aux côtés de Bernadette Lafont, Le Cœur battant partageant l'affiche avec Jean-Louis Trintignant puis La Dénonciation qu'elle va retrouver en 1999 dans le film Meurtre sur mesure. Avec Eddie Constantine elle est à l'affiche des films Comment qu'elle est ? et Lemmy pour les dames réalisés par Bernard Borderie avant de jouer dans Cartes sur table de Jesús Franco, cinéaste espagnol quelle retrouve en 1973 dans Le Miroir obscène.
Également comédienne assidue au théâtre, Pierre Granier-Deferre l'engage dans Adieu poulet, Serge Leroy pour La Traque et Attention, les enfants regardent. L'éminent cinéaste Otto Preminger lui offre un rôle dans le film Rosebud et la réalisatrice française Nelly Kaplan lui propose de jouer Néa avant que Jacques Doillon l'engage dans La Tentation d'Isabelle.
Durant la décennie 1980, Françoise Brion se consacre au théâtre et à la télévision mais on la retrouve dans les années 1990, dans des films comme Rue du bac, Nelly et Monsieur Arnaud ou encore La Bûche. À partir de l'an 2000, elle joue la comédie dans Travaux et un rôle plus dramatique dans Le Premier jour du reste de ta vie réalisé par Rémi Bezançon. 
En 2023, alors âgée 90 ans, on la retrouve à l'affiche de Conann réalisé par Bertrand Mandico.

## Filmographie[2]

### Cinéma
- 1957 : Donnez-moi ma chance de Léonide Moguy : Fabienne
- 1957 : Nathalie de Christian-Jaque : mannequin
- 1958 : Cette nuit-là de Maurice Cazeneuve : Jeanne d'Arc
- 1958 : Le Petit Prof de Carlo Rim : une mauvaise Française sous l'Occupation
- 1959 : Katia de Robert Siodmak : Sophie
- 1959 : Un témoin dans la ville d'Édouard Molinaro : Jeanne Ancelin
- 1960 : Le Bel Âge de Pierre Kast : Carla
- 1960 : Le Saint mène la danse de Jacques Nahum : Norma
- 1960 : Le Cœur battant de Jacques Doniol-Valcroze : Dominique
- 1960 : L'Eau à la bouche de Jacques Doniol-Valcroze : Miléna Brett-Juval
- 1960 : Comment qu'elle est ? de Bernard Borderie : Martine Rupert
- 1962 : Et Satan conduit le bal de Grisha Dabat : Monica
- 1962 : L'Immortelle d'Alain Robbe-Grillet : L, la femme
- 1962 : Les Parisiennes, segment Françoise de Marc Allégret : Jacqueline
- 1962 : Lemmy pour les dames de Bernard Borderie : Marie-Christine
- 1962 : La Dénonciation de Jacques Doniol-Valcroze : Elsa Jussieu
- 1963 : Codine d'Henri Colpi : Irène
- 1963 : Vacances portugaises de Pierre Kast : Eleonore
- 1963 : Dragées au poivre de Jacques Baratier : une élève stripteaseuse
- 1964 : Elle est à tuer (court métrage) de Dossia Mage
- 1964 : Le Salaire du crime (El salario del crimen) de Julio Buchs : Elsa
- 1966 : Cartes sur table (Cartas boca arriba) de Jesús Franco : Lady Cecilia Addington Courtney
- 1967 : La Blonde de Pékin de Nicolas Gessner : Erica Olsen 2
- 1967 : De cuerpo presente d'Antonio Eceiza : Enna
- 1967 : Alexandre le Bienheureux d'Yves Robert : Éliane Gartempe dite la Grande
- 1968 : To Grab the Ring de Nikolai Van den Heyde : Hélène
- 1969 : Les Gommes de Lucien Deroisy : Hélène
- 1971 : Traité du rossignol de Jean Fléchet : Mélanie Blanc
- 1971 : Les Soleils de l'île de Pâques de Pierre Kast : Françoise
- 1971 : Un beau monstre de Sergio Gobbi : Jacqueline
- 1972 : La Chambre rouge de Jean-Pierre Berckmans : Tamara Noris
- 1973 : Le Sourire vertical de Robert Lapoujade: Lenny
- 1973 : Le Miroir obscène (Al otro lado del espejo) de Jesús Franco : Tina
- 1974 : Le Passager (Caravan to Vaccares) de Geoffrey Reeve : Stella
- 1975 : Adieu poulet de Pierre Granier-Deferre : Marthe Rigaux, la tenancière du bordel
- 1975 : La Traque de Serge Leroy : Françoise Sutter
- 1975 : Les Bijoux de famille de Jean-Claude Laureux : Hélène
- 1975 : Rosebud d'Otto Preminger : Melina Nikolaos
- 1976 : Néa de Nelly Kaplan : Judith Ashby
- 1977 : Le Point de mire de Jean-Claude Tramont : Madame Yvonne
- 1978 : Attention, les enfants regardent' de Serge Leroy : Mademoiselle Millard
- 1985 : La Tentation d'Isabelle de Jacques Doillon : la mère d'Isabelle
- 1986 : French Lesson (The Frog Prince) de Brian Gilbert : Madame Bourneuf
- 1986 : Suivez mon regard de Jean Curtelin : la mère de la jeune fille borgne
- 1991 : Rue du Bac de Gabriel Aghion : Alice
- 1991 : Isabelle Eberhardt de Ian Pringle : Madame de Mores
- 1991 : Le Comte Max (Il conte Max) de Christian De Sica : invitée de Pierre
- 1993 : Vincennes Neuilly de Pierre Dupouey : Olivia
- 1995 : Nelly et Monsieur Arnaud de Claude Sautet : Lucie
- 1999 : La Bûche de Danièle Thompson : Janine
- 1999 : Meurtre sur mesure (Kill by Inches) de Diane Doniol-Valcroze et Arthur K. Flam : la femme au chien
- 2003 : Le Divorce de James Ivory : la libraire
- 2005 : Travaux, on sait quand ça commence... de Brigitte Roüan : Mamika
- 2008 : Le Premier Jour du reste de ta vie de Rémi Bezançon : la maîtresse du chien
- 2023 : Conann de Bertrand Mandico : Conann Reine

### Télévision
- 1964 : Château en Suède (téléfilm) d'André Barsacq : Eléonore
- 1964 : Les Murs (téléfilm) de Jean Kerchbron : Anne Monestier
- 1964 : La Peine perdue (téléfilm) de Maurice Cazeneuve : France
- 1965 : Commandant X - épisode : Le Dossier Amazonie de Jean-Paul Carrère :
- 1966 : Présence du passé (série télévisée), épisode La Naissance de l'Empire romain 2e partie : Auguste - Tibère - Messaline de Pierre Kast : Messaline
- 1967 : Le Tueur de chipeaux (téléfilm) de Jean-Paul Carrère : Agathe
- 1973 : David, la nuit tombe (téléfilm) d'André Barsacq : Claire Nichols
- 1976 : Bonjour Paris (série télévisée), cinq épisodes : Sophie
- 1977 : Cinéma 16 (série télévisée), épisode Esprit de suite de Jean Hennin : Liliane
- 1977 : C'est arrivé à Paris (téléfilm) de François Villiers : la clandestine
- 1979 : Madame Sourdis (téléfilm) de Caroline Huppert : Ingrid
- 1980 : Tarendol (téléfilm) de Louis Grospierre : Madame Marguerite
- 1981 : Les héritiers (série télévisée), épisode Les Brus de Juan Luis Buñuel : Alice
- 1981 : La Randonnée (téléfilm) de Georges Régnier : Gilberte
- 1981-1982 : Julien Fontanes, magistrat (série télévisée), épisode 8 La Dixième Plaie d'Égypte de Patrick Jamain, épisode 10 Le Cousin Michel de Guy Lefranc : Madame Le Cardonnois
- 1982 : Des yeux pour pleurer (téléfilm) d'André Cayatte : Odette Balland
- 1983 : Les Brigades du Tigre de Victor Vicas, saison 6, épisode 4 Les Fantômes de Noël de Victor Vicas : Emma
- 1984 : L'Amour en héritage (Mistral's Daughter) (mini-série télévisée) de Douglas Hickox / Kevin Connor : Patricia Falkland
- 1984 : Au théâtre ce soir (série télévisée), épisode Le Mal de test, réalisation Pierre Sabbagh : Célia Beauval
- 1985 : Le Rébus (téléfilm) d'Alain Boudet : Maria Linarès
- 1988 : La Mort mystérieuse de Nina Chéreau (téléfilm) de Dennis Berry : Madame Dumont
- 1989 : Les Enquêtes du Commissaire Maigret (série télévisée), épisode Tempête sur la manche d'Édouard Logereau : Mademoiselle Otard
- 1991 : Les Hordes (mini-série télévisée) de Jean-Claude Missiaen : Morgane
- 1993 : Gabriel (téléfilm) de Mounir Dridi : Alma
- 1994 : Ferbac (série télévisée), épisode Le Carnaval des ténébres de Sylvain Madigan : Jeanne Bellecourt
- 1998 : La Dernière des romantiques (téléfilm) de Joyce Buñuel : Janet
- 1998 : H (série télévisée), saison 1, épisode 8 Une belle maman de Charles Nemes : la mère de Clara
- 1998 : Week-end! (téléfilm) d'Arnaud Sélignac : Manou
- 2000 : Toutes les femmes sont des déesses (téléfilm) de Marion Sarraut : Martha
- 2000 : Combats de femme (série télévisée), épisode L'Amour prisonnier d'Yves Thomas : la mère de Marthe
- 2003 : Les Liaisons dangereuses (mini-série télévisée) de Josée Dayan : Madame Volanges Mme Volanges
- 2007 : Les Bleus : Premiers pas dans la police, saison 1, épisode Hôtels particuliers de Didier Le Pêcheur

## Théâtre
- 1955 : Un mari idéal d'Oscar Wilde, mise en scène Jean-Marie Serreau, Théâtre de l'Œuvre
- 1958 : La Brune que voilà de Robert Lamoureux, mise en scène de l'auteur, Théâtre des Variétés
- 1958 : Lucy Crown de Jean-Pierre Aumont, mise en scène Pierre Dux, Théâtre de Paris
- 1960 : Château en Suède de Françoise Sagan, mise en scène André Barsacq, Théâtre de l'Atelier
- 1965 : Les Troyennes d'Euripide, mise en scène Michael Cacoyannis, TNP Théâtre de Chaillot, Festival d'Avignon
- 1966 : Marat-Sade de Peter Weiss, mise en scène Jean Tasso et Gilles Segal, Théâtre Sarah-Bernhardt
- 1967 : Antigone de Bertolt Brecht, mise en scène Jean Tasso, Festival du Marais
- 1967 : Le Triomphe de la sensibilité de Goethe, mise en scène Jorge Lavelli, Festival d'Avignon
- 1969 : Mère Courage et ses enfants de Bertolt Brecht, mise en scène Jean Tasso, Bobino
- 1970 : Early morning d'Edward Bond, mise en scène Georges Wilson, Festival d'Avignon, TNP Théâtre de Chaillot
- 1972 : David, la nuit tombe de Bernard Kops, mise en scène André Barsacq, Théâtre de l'Atelier
- 1972 : La Camisole de Joe Orton, mise en scène Jacques Mauclair, Petit Théâtre de Paris
- 1976 : Chers Zoiseaux de Jean Anouilh, mise en scène Jean Anouilh et Roland Piétri, Comédie des Champs-Élysées
- 1977 : La Tragique Histoire d'Hamlet, prince de Danemark de William Shakespeare, mise en scène Benno Besson, Festival d’Avignon, Théâtre de l'Est parisien
- 1981 : Le Nombril de Jean Anouilh, mise en scène Jean Anouilh et Roland Piétri, Théâtre de l'Atelier
- 1984 : La Mal de test d'Ira Wallach, mise en scène Raymond Gérôme, Théâtre Marigny
- 1985 : La Nuit de Madame Lucienne de Copi, mise en scène Jorge Lavelli, Festival d'Avignon, Théâtre de la Commune 1986
- 1986 : Les Brumes de Manchester de Frédéric Dard, mise en scène Robert Hossein, Théâtre Marigny
- 1987 : Les Brumes de Manchester de Frédéric Dard, mise en scène Robert Hossein, Théâtre de Paris
- 1989 : La Veillée de Lars Norén, mise en scène Jorge Lavelli, Théâtre national de la Colline
- 1991 : Déjeuner chez Ludwig W. de Thomas Bernhard, mise en scène Jacques Rosner, Théâtre Daniel Sorano Toulouse, Théâtre national de la Colline
- 1996 : Trois femmes grandes de Edward Albee, mise en scène Jorge Lavelli, Théâtre de l'Atelier
- 2004 : S'agite et se pavane d'Ingmar Bergman, mise en scène Roger Planchon, Théâtre Comedia
- 2006 : La Langue de la montagne et Le Temps d'une soirée d'Harold Pinter, mise en scène Roger Planchon, Théâtre Gobetti Turin
- 2011 : Le Début de la fin de Sébastien Thiéry, mise en scène Richard Berry, Théâtre des Variétés